# Abydosaurus
Abydosaurus é um género de dinossauro saurópode que teria vivido há 105 milhões de anos (Cretáceo Inferior). Sua espécie-tipo é denominada Abydosaurus mcintoshi. Seus fósseis foram encontrados no estado de Utah, nos Estados Unidos.